# 소오강호 (1990년 영화)
소오강호(중국어: 笑傲江湖, 영어: Swordsman)는 1990년 홍콩에서 개봉한 무협영화를 말한다. 제작자는 서극이며, 감독은 호금전, 정소동, 안휘, 서극, 금양화이고, 출연은 허관걸, 엽동, 장학우, 장민, 원결영이 하였다.

## 내용
영화 소오강호는 중국의 소설가인 김용의 소설인 소오강호를 원작으로 한 영화이다.

## 줄거리
때는 명나라 만력제 시절이며, 황궁의 장서고인 내승운고에 자객이 침입한다. 자객은 규화보전이라는 서책을 훔쳐가는데, 규화보전은 홍무 3년부터 전해 내려오던 책으로, 무림 최고로 평가받는 무공이 수록된 책이다. 내승운고를 맡아오던 동창의 환관 고금복은 대립 관계인 서창에 의하여 황제에게 알리어지어 죽음을 당할까봐 두려워 한다. 고금복은 황궁은 금의위에 의하여 삼엄하게 지켜지고 있는 것으로 인하여 외부인의 소행이 아닌 내부인의 소행으로 의심을 하고, 부하인 구양전에게 내부인을 조사 할 것을 명한다. 때마침 사직한 사람이 두명 있었는데 그 중 한명은 병으로 죽고, 한 명은 금의위였던 임진남이었다. 고금복은 직접 부하인 구양전과 함께 임준남이 사직하고 향한 임진남 고향인 복건 복주부 염포방으로 향하여, 염포방을 포위한다.
한편 고금복의 포위망을 뚫고 화산파 제자인 영호충과 그의 사매인 악령산은 염포방에 침입하고, 이로 인하여 관병에 의해 염포방이 포위될 것을 알고있던 임진남은 미리 도움을 청하였던 화산파 장문 악불군의 제자 영호충을 만나게 된다. 이 자리에서 영호충은 임진남에게 악불군의 서신을 건네주려 하지만 염포방에 오던 중 잃어 버리고 난 후였다. 영호충이 가져온 연막이 든 상자로 인하여 소동이 생기자 임준남은 영호충이 진짜 화산파 제자인지 의심하게 되고 영호충은 진짜 화산파 제자임을 증명하려 화산검법을 선보인다. 영호충의 화산검법을 통하여 영호충이 화산파 제자임을 믿은 임진남에게 영호충은 진짜 임진남인지 증명하라고 하고, 임진남은 자신의 무공인 배산도해를 선보인다. 배산도해를 통하여 진짜 임진남인 것을 확인한 영호충은 임진남에게 악불군이 사정으로 인하여 염포방에 다소 늦게 도착한다는 내용을 전한다.
염포방 화재로 인하여 자신들의 행적이 탄로 날까봐 두려운 고금복에게 구양전은 일월신교에게 누명을 씌울 것을 간하고 고금복은 이를 실행하게 한다. 이 전 임진남과 좌냉선의 일전에서 도망친 영호충과 악령산은 우연히 다다른 부두에서 순풍당 당중 유정풍이 은퇴하는 것을 목도하게 된다. 또 부두에서 좌냉선과 마주친 영호충과 악령산은 좌냉선을 피하여 부두의 정착 중이던 유정풍의 배에 몸을 숨긴다. 좌냉선은 조정 가첩을 이용하여 부두에 있던 사람들이 떠나지 못하게 하고, 정박해 있던 배를 조사하려 한다. 자신의 배안에 일월신교원인 곡양을 숨긴 유정풍은 서둘러 배를 타고 떠난다.
배안에서 영호충 일행은 유정풍과 곡양이 젊은 시절 지은 소오강호를 전해 듣게 되고, 좌냉선은 새 순풍당 당주의 도움으로 영호충 일행의 배를 뒤쫓게 된다. 영호충 일행과 좌냄선은 이로 인하여 일전을 치루게 되고, 이 때 유정풍과 곡양은 숨을 거두며, 영호충에게 일월신교의 거문고와 소오강호 악보를 건네준다.
한편 고금복과 구양전은 염포방의 붙은 불을 진압하고, 임진남의 아들 임평지를 죽인다. 임평지는 죽기 전 구양전에게 자신들과 함께 있던 2명이 화산파 제자라는 자백을 하고 죽는다. 이를 들은 구양전은 고금복에게 이 사실을 알리고, 고금복은 일이 어려워질 것을 걱정한다. 또 고금복은 구양전에게 규화보전에 어떠한 책인지를 알려주는데, 이를 화산파 장문 악불군이 몰래 엿듣다가 고금복에게 발각되지만 무사히 도망친다. 그리고 고금복은 구양전에게 화산파에 잠입하여 영호충을 잡아오라고 명한다.
영호충과 악령산은 우연히 한 노인을 만나는데 이 노인의 도움으로 영호충을 잡으러 온 관병들과의 일전에서 이기게 된다. 또 이 노인은 영호충에게 자신의 검법인 독고구검을 선보이며, 영호충은 이를 배우게 된다. 그리고 노인은 영호충에게 사부인 악불군이 의롭지 못한 사람이라고 이야기하며, 자신의 이름을 풍청양이라고 밝히고, 기회가 있다면 사부에게 물어보라고 한다. 한편 화산파 제자들이 객잔에 머물고 있다는 것을 알게 된 구양전은 평상복 차림으로 변복한 뒤 객잔으로 향한다. 구양전과 부하가 객잔에 도착하였는데도 화산파 일행이 아무도 나오지 않자, 구양전은 부하 2명을 죽이고 자신을 임진남의 아들 임평지인 것처럼 위장한 뒤 2명의 조정 관원에게 쫓긴 것이냥 행세한다. 이에 악불군은 구양전의 위장에 속아서 구양전을 임평지로 알게된다.
그리고 묘족으로 이루어진 일월신교의 단주 임영영도 일월신교의 객잔에 화산파 일행이 머물고 있는 것을 알게된다. 영호충과 악령산은 묘족으로 변장하고 묘족 사이로 몸을 숨기지만 일월신교원인 남봉황과 소동을 벌이게 된다. 하지만 우연히 영호충은 화산파 일행과 조우하고, 남봉황은 단주인 임영영에게 벌을 받는다. 임영영은 일월신교원에게 한족의 무기를 모두 거두어 들이고, 술에 약을 타서 한족을 결박하라고 명령을 내린다. 임영영의 명령을 실행하던 남봉황은 우연히 영호충이 가지고 있던 곡양의 거문고를 보게 된다.
악불군은 영호충에게 임진남이 죽으면서 남긴말이 없냐고 묻고 영호충은 임진남이 자신의 아들인 임평지에게만 전하라고 했다며 악불군에게 알려주지 않는다. 이에 악불군은 옆 방에 임평지가 있으니 가보라고 한다. 남봉황은 곡양의 거문고를 임영영에게 보여주는데, 임영영은 남봉황에게 영호충이 아군인지 적군인지 확인하라는 명령을 내린다. 또 한족에게 약을 먹이라는 명령을 중지 시킨다. 영호충은 임평지로 행세하는 구양전과 만나게 되고, 구양전에게 임준남이 전하라는 말을 전해준다. 구양전은 영호충에게 선물로 미리 약을 타둔 술을 건네주지만, 사정으로 인하여 영호충은 술을 마시지 않는다.
영호충에게 임진남이 전하라는 말을 들은 구양전은 몰래 객잔에서 도망가려 하지만 악불군에게 들키게 되고, 임진남의 장례를 치루러 간다고 악불군에게 거짓말을 한다. 이에 악불군은 구양전에게 자신도 함께 가자고 하고, 자신의 딸인 악령산을 구양전에게 시집보내겠다고 한다. 이것을 알게 된 악령산은 구양전과의 혼사에 대하여 싫다고 하며 영호충에게 가고, 영호충은 악령산을 타이른다. 이 후 영호충은 구양전이 건네준 독이든 술을 마시고 중독되는데, 임영영은 일월신교원을 시켜서 영호충을 해독하게 한다.
날이 밝자 화산파 일행과 구양전은 객잔을 떠나고, 이를 일원신교원이 막지만 악불군은 무공으로 제압하며 빠져나간다. 악불군에게 일원신교원이 당한 것을 알게 된 임영영은 화를 내며 중독된 영호충을 죽이려 하지만, 남봉황은 영호충을 죽이면 노곡의 행방을 모른다며 말린다. 중독된 영호충을 남봉황은 말만 할 수 있도록 해독을 하는 벌레로 해독을 하고, 임영영은 영호충이 노곡과 가까운 사이임을 알게된다. 이에 임영영은 영호충을 직접 해독한다. 하지만 좌냉선의 습격으로 인하여 영호충의 해독은 난항을 격지만 결국 영호충은 해독이 된다. 좌냉선은 해독된 영호충과 남봉황의 독봉에 의하여 생을 마감한다.
한편 염포방에 있던 고금복은 구양전이 화산파 일행과 함께 염포방으로 오고 있다는 소식을 접하고는 변복을 한다. 염포방에 도착한 구양전은 화산파 일행에게 고금복을 외삼촌인인 것처럼 속인다.
밤이 되자 구양전은 몰래 영호충이 가르쳐준 수차 밑을 확인하여, 규화보전을 찾는다. 하지만 때마침 나타난 악불군에게 빼앗기고, 악불군 역시 고금복의 습격을 받는다. 이 때 영호충은 염포방에 도착할 때였는데 도망치던 악불군을 목격하고, 악불군이 떨어트린 규화보전을 입수한다.
염포방에 도착한 영호충은 악령산에게 규화보전을 주며 다른 사람에게 보이지 말라고한다. 구양전은 염포방에 도착한 영호충을 해치려하지만, 고금복에 의하여 무산된다. 고금복은 구양전을 결박하고, 영호충에게 목격한 도둑에 대하여 캐묻는다. 영호충은 자신이 대적하지 못 할 상대였다고 하자, 고금복은 그렇다면 상대는 영호충보다 무공이 높은 악불군 밖에 없다며 악불군을 도둑으로 지목한다. 이에 악불군은 영호충이 거짓으로 도둑을 보았다고 말한 것이라고 하며 파문하여 보내려고하자, 고금복은 관복으로 갈아입는다.
관복을 입은 고금복은 악불군을 꿇어 않치고, 자신의 부하로 임명하며, 고금복 자신에게 1000번 절하게 한다. 또 악불군의 명령으로 염포방을 빠져 나가려던 육대우는 고금복의 부하에게 잡히고, 악불군이 건네준 소오강호 악보를 빼앗긴다. 악불군이 고금복의 명령으로 육대우의 손목을 자르려 하자, 영호충은 고금복이 입수한 것은 소오강호의 악보라며 직접 노래하며 연주한다.
악불군은 육대우와 영호충이 일월신교와 결탁하여 화산파를 배반하였다고 하며, 무공을 폐하고 파문하려 한다. 또 자신의 제자들에게 영호충과 육대우를 공격하게 하지만, 제자들은 거짓으로 영호충과 육대우를 공격한다. 이 때 상황을 모르던 악령산은 거짓으로 영호충을 공격하던 제자들을 공격하다가 검으로 육대우의 어깨를 찌르게 된다.
악령산은 자신의 아버지인 악불군에게 영호충이 건네 준 규화보전을 보이며 영호충과 육대우를 놓아달라고 한다. 악불군은 악령산에게서 규화보전을 빼앗아 도망치려고 하나, 고금복의 방해로 고금복과 일전을 치루게 된다. 고금복과 일전을 치른 악불군은 규화보전을 염포방에 떨어트리고 도망치고, 악불군이 떨어트린 규화보전은 고금복이 줍게된다.
규화보전을 입수한 고금복은 마침 염포방에 도착해 있던 일월신교 단주 임영영과 남봉황 그리고 영호충과 일전을 벌인다. 하지만 고금복은 부하인 구양전의 배신으로 죽게된다. 구양전은 고금복이 떨어트린 규화보전을 줍고는 염포방에서 도망친다.

## 배역
- 영호충 역 : 허관걸
- 악령산 역 : 엽　동
- 구양전 역 : 장학우
- 임영영 역 : 장　민
- 남봉황 역 : 원결영
- 악불군 역 : 유조명
- 좌냉선 역 : 원　화
- 곡　양 역 : 임정영
- 유정풍 역 : 우　마
- 고금복 역 : 유　순

## 음악 및 노래

### 노래
- 주제곡
  - 노래 제목 : 《창해일성소》, 가수 주창 : 《허관걸》, 가수 합창 : 《허관걸, 황점, 장위문》

## 같이 보기
- 동방불패
- 동방불패 2: 풍운재기
- 창해일성소